# 大矢真那
大矢 真那（おおや まさな、1990年〈平成2年〉11月6日 - ）は、日本の女優であり、女性アイドルグループ・SKE48チームSの元メンバーである。愛知県出身。

## 略歴
2008年
- 6月15日、SUNSHINE STUDIOのこけら落とし「AKB48 in SUNSHINE SAKAE」を観客として観覧する。「私もここに立ちたいな」と思う[1]。
- 7月31日、『SKE48オープニングメンバーオーディション』に合格（応募総数2,670名、最終合格者22名）。
- 9月19日、ジャパンツアーで来日中のアヴリル・ラヴィーンがシークレットライブのためSUNSHINE STUDIOに来館。27日のアヴリルの誕生日を祝うためのバースデーケーキ・プレゼンターとして、松井珠理奈、桑原みずき、高田志織、大矢真那が登壇。他の1期生より一足早くSUNSHINE STUDIOのステージを踏む[1][2]。
- 10月5日、『SKE48 チームS 1st Stage「PARTYが始まるよ」』公演において選抜メンバー16名のうちの一人として公演デビュー。

2009年
- 3月、選抜メンバー16名がチームSへ移行し、チームSのメンバーとなる。
- 8月5日、SKE48の1stシングル「強き者よ」リリース。チームS全員参加曲。

2010年
- 5月から6月にかけて実施された『AKB48 17thシングル 選抜総選挙』では24位で、アンダーガールズ入りを果たした。なお、中間発表から最終発表までの得票率の差は3.18倍と、全メンバー最大の伸び幅であった（1,217票→4,634票）[3]。
- 10月27日、AKB48の18枚目のシングル「Beginner」のカップリング曲「泣ける場所」を担当するユニット「DIVA」にSKE48メンバーで唯一参加した。
- 11月17日発売の4thシングル「1!2!3!4! ヨロシク!」の選抜メンバーとなる。

2011年
- 5月から6月にかけて実施された『AKB48 22ndシングル 選抜総選挙』では30位で、アンダーガールズ入りを果たした[4]。

2012年
- 5月から6月にかけて実施された『AKB48 27thシングル 選抜総選挙』では27位で、アンダーガールズ入りを果たした[5]。

2013年
- 5月から6月にかけて実施された『AKB48 32ndシングル 選抜総選挙』では29位で、アンダーガールズに選出された[6]。

2014年
- 5月から6月にかけて実施された『AKB48 37thシングル 選抜総選挙』では30位で、アンダーガールズに選出された[7]。

2015年
- 5月から6月にかけて実施された『AKB48 41stシングル 選抜総選挙』では20位で、アンダーガールズに選出された[8]。
- 10月5日、劇場デビュー7周年記念特別公演において、SKE48内のユニット「トランジットガールズ」のメンバーに選ばれる[9]。

2017年
- 5月から6月にかけて実施された『AKB48 49thシングル 選抜総選挙』に2年ぶりに立候補し、22位でアンダーガールズに選出された[10]。
- 6月26日、SKE48劇場で行われた劇場公演において、SKE48からの卒業を発表した[11]。9月24日には日本ガイシホールでSKE48としての卒業コンサート『SKE48大矢真那卒業コンサート in 日本ガイシホール〜みんなみんなありがとう!〜』が開催された[12]。11月30日にSKE48としての活動を終了[13]し、12月1日、サン・オフィスに移籍。以後は主に女優として活動している。

2018年
- 3月11日、J1プロサッカークラブ「湘南ベルマーレ」のベルマーレPR大使に就任したことを報告[14]。

2021年
- アイドルグループプロデュースを発表しオーディションを行い、it's sunnyを結成プロデュース。

2023年
- 4月2日、自身のツイートにて、サン・オフィス事務所を退所したことを公表した[15]。

## 人物
- 愛称は、まさにゃ[16]。「真那（まさな）」という名前は、字画と「那」がサンスクリット語の音訳字で「美しい」という意味もあるため、この漢字が選ばれた[17]。
- キャッチフレーズは「M!（A!）S!（A!）N!（A!）まさなー!　名古屋のスノーホワイト、大矢真那です。」を使用している[18]。考案者はチームKIIの佐藤実絵子[19]。
- 幼少期はテレビ番組はほとんど視聴していなかったが、粘土工作の番組だけは大好きで観ていたという[20]。
- 中高一貫の女子校（金城学院中学校・高等学校）出身[21]。鈴木ちなみは、中学校・高校の1年先輩[22]。2013年3月に大学を卒業[23]。
- SKE48加入前の門限は「日が暮れる前には帰ってくること」であった[24]。
- 高校生のときに、着物や和服と関わりたいという思いから京都で舞妓になりたいと真剣に考えていたが、年齢条件を考慮して断念した[25]。
- 子供が好きでSKE48へ加入していなければ保育士を目指していただろうと述懐している[25]。
- 将来の目標はモデル[26]。
- 好きな食べ物は、ハヤシライス、柔らかいお肉、桜餅、さくらんぼ、ミルフィーユ[26]。
- 好きなアーティストは、YUIである[27]。
- 好きな男性のタイプは常識のある人[28]。
- 趣味は食べること、新体操[26]。細いわりには大食漢である[29]。
- 特技は口を小さくすること、秒数を数えること[26]。
- メンバーとの交流は、いまなお続けている。

### SKE48
- 『AKB0じ59ふん!』へ出演した時、峯岸みなみを憧れのメンバーに挙げている[要出典]。
- SKE48アイドル研究会仮会員[30]。
- 自身と同じく子供好きである向田茉夏、木﨑ゆりあと3人で「キッズ大好き」を略して「KD3人衆」を名乗っている[25]。

## SKE48での参加楽曲

### シングル選抜楽曲
SKE48名義
- 強き者よ
- 「青空片想い」に収録
  - バンジー宣言 - 「チームB.L.T.」名義
- 「ごめんね、SUMMER」に収録
  - 羽豆岬 - 「アンダーガールズB」名義
- 1!2!3!4! ヨロシク!
  - コスモスの記憶 - 「白組」名義
  - そばにいさせて
- バンザイVenus
- パレオはエメラルド
  - 積み木の時間
- オキドキ
  - 歌おうよ、僕たちの校歌 - 「セレクション8」名義
  - 初恋の踏切
- 片想いFinally
  - 今日までのこと、これからのこと
- アイシテラブル!
- キスだって左利き
  - 神々の領域
- チョコの奴隷
  - バイクとサイドカー - 「14カラット」名義
- 美しい稲妻
  - JYURI-JYURI BABY - 「Team S」名義
  - 青春の水しぶき - 「ボートピア選抜」名義
- 賛成カワイイ!
  - 道は なぜ続くのか? - 「愛知トヨタ選抜」名義
  - ずっとずっと先の今日 - 「セレクション18」名義
- 未来とは?
  - GALAXY of DREAMS - 「GALAXY of DREAMS」名義
  - 猫の尻尾がピンと立ってるように…feat. Bose（スチャダラパー） - 「Team S」名義
- 不器用太陽
  - 放課後レース - 「Team S」名義
- 12月のカンガルー
  - 消せない炎 - 「Team S」名義
- コケティッシュ渋滞中
  - DIRTY - 「Team S」名義
  - 僕は知っている
- 前のめり
  - 素敵な罪悪感 -「Team S」名義
- チキンLINE
  - 彼女がいる - 「Team S」名義
  - 望遠鏡のない天文台 - 「Passion For You 選抜」名義
  - 旅の途中 - 「宮澤佐江と仲間たち」名義
- 金の愛、銀の愛
- 「意外にマンゴー」に収録
  - パーティーには行きたくない - 「Team S」名義
  - 奇跡の流星群 - 「Passion For You選抜」名義
  - 永遠のレガシー - ソロ楽曲

AKB48名義
- 「ヘビーローテーション」に収録
  - 涙のシーソーゲーム - 「アンダーガールズ」名義
- 「Beginner」に収録
  - 泣ける場所 - 「DIVA」名義
- 「桜の木になろう」に収録
  - 偶然の十字路 - 「アンダーガールズ」名義
- 「フライングゲット」に収録
  - 抱きしめちゃいけない - 「アンダーガールズ」名義
- 「ギンガムチェック」に収録
  - なんてボヘミアン - 「アンダーガールズ」名義
- 「永遠プレッシャー」に収録
  - 強がり時計 - 「SKE48」名義
- 「恋するフォーチュンクッキー」に収録
  - 愛の意味を考えてみた - 「アンダーガールズ」名義
- 「鈴懸の木の道で「君の微笑みを夢に見る」と言ってしまったら僕たちの関係はどう変わってしまうのか、僕なりに何日か考えた上でのやや気恥ずかしい結論のようなもの」に収録
  - Escape - 「SKE48」名義
- 「心のプラカード」に収録
  - 誰かが投げたボール - 「アンダーガールズ」名義
- 「ハロウィン・ナイト」に収録
  - さよならサーフボード -「アンダーガールズ」名義
- 「君はメロディー」に収録
  - Gonna Jump - 「SKE48」名義
- 「#好きなんだ」に収録
  - だらしない愛し方 - 「アンダーガールズ」名義

### アルバム選抜楽曲
SKE48名義
- 『この日のチャイムを忘れない』に収録
  - フラフープでGO!GO!GO! - 「チームS」名義
  - Beginner - 「チームS」名義
- 『革命の丘』に収録
  - 夏よ、急げ!
  - ゼロベース

AKB48名義
- 『ここにいたこと』に収録
  - ここにいたこと
- 『1830m』に収録
  - 青空よ 寂しくないか?

### その他の参加楽曲
- シングル「コップの中の木漏れ日」（「ラブ・クレッシェンド」名義）
  - だって 雨じゃない? - 「トランジットガールズ」名義

### 劇場公演ユニット曲
チームS 1st Stage「PARTYが始まるよ」
- クラスメイト

 チームS 2nd Stage「手をつなぎながら」
- チョコの行方（1st UNIT）
- 雨のピアニスト（2nd UNIT）

 チームS 3rd Stage「制服の芽」
- 女の子の第六感
- 万華鏡（松下唯が途中降板後、菅なな子昇格前）
- 枯葉のステーション（ユニットシャッフル後）

 チームS 4th Stage「RESET」
- 明日のためにキスを

 チームS 5th Stage「制服の芽」
- 万華鏡
- 女の子の第六感（後藤理沙子のユニットアンダー）

 チームS 6th Stage「重ねた足跡」
- 愛のルール

## 出演

### CM・広告
- SHIBUYA 109＆109MEN'S 浴衣キャンペーンポスターイメージモデル（2015年6月20日 - ）[31]

### バラエティ
- 大矢真那のまさナビ（2018年2月5日 - 、千葉テレビ）[32]
- 大矢真那のまさナビ～SAITAMA～（2018年5月 - 、テレビ埼玉）

### ラジオ
- 大矢真那のホームタウン（2017年12月1日 - 2019年9月28日、CBCラジオ）
- 大矢真那の湘南トーキング（2018年1月9日 - 2023年3月29日、FM湘南ナパサ）

### ネット配信
- 学校の怪談 第1話「憑いてくる」・第14話「二号館のトイレ」（2012年7月 - 8月、BeeTV）
- おしゃべりやってまーす 第48放送5th（2015年5月18日 - 、K'z Station）
- クロちゃんのアイドル紹介するしん!!（2018年4月10日 - 、K’z Station）

### 舞台
- ミュージカル「AKB49～恋愛禁止条例～」 SKE48単独公演（2016年4月21日 - 26日、中日劇場）
- 女神座ATHENA よみきかせリーディングライブ 天使の図書室 Vol.03（2018年1月28日、コフレリオ新宿シアター）
- LIVEDOG GIRLS「レディ・ア・ゴーゴー!! 2018」（2018年2月17日 - 25日、新宿村LIVE） - ベルゼ 役
- サン・オフィス「リバーサイドストーリー ～ネコの世界～」（2018年3月30日 - 4月1日、新宿シアターブラッツ）
- Acrobat Stage「Infini-T Force」（2018年8月29日 - 9月2日、IMAホール）- ヒロイン・界堂笑 役
- 逆転裁判 -逆転のGOLD MEDAL-（2019年1月16日 - 21日、シアター1010） - 深鴫ヨーコ 役[33][34]

### イベント
- 関西コレクション 2017 SPRING＆SUMMER（2017年3月19日、京セラドーム大阪）[35]

### 公演
- HKT48 チームH 1st Stage「手をつなぎながら」公演（2012年9月28日、HKT48劇場）

## 書籍

### 写真集
- 小倉トースト（2018年4月29日、セブン&アイ出版、撮影：中島宏樹）ISBN 978-4860087692

### 広報誌
- 月刊メルディア VOL.3-（ライター・レポーター）（2018年1月号 - 、一般財団法人メルディア）[36][37]